# Waldfriedhof (Luckenwalde)

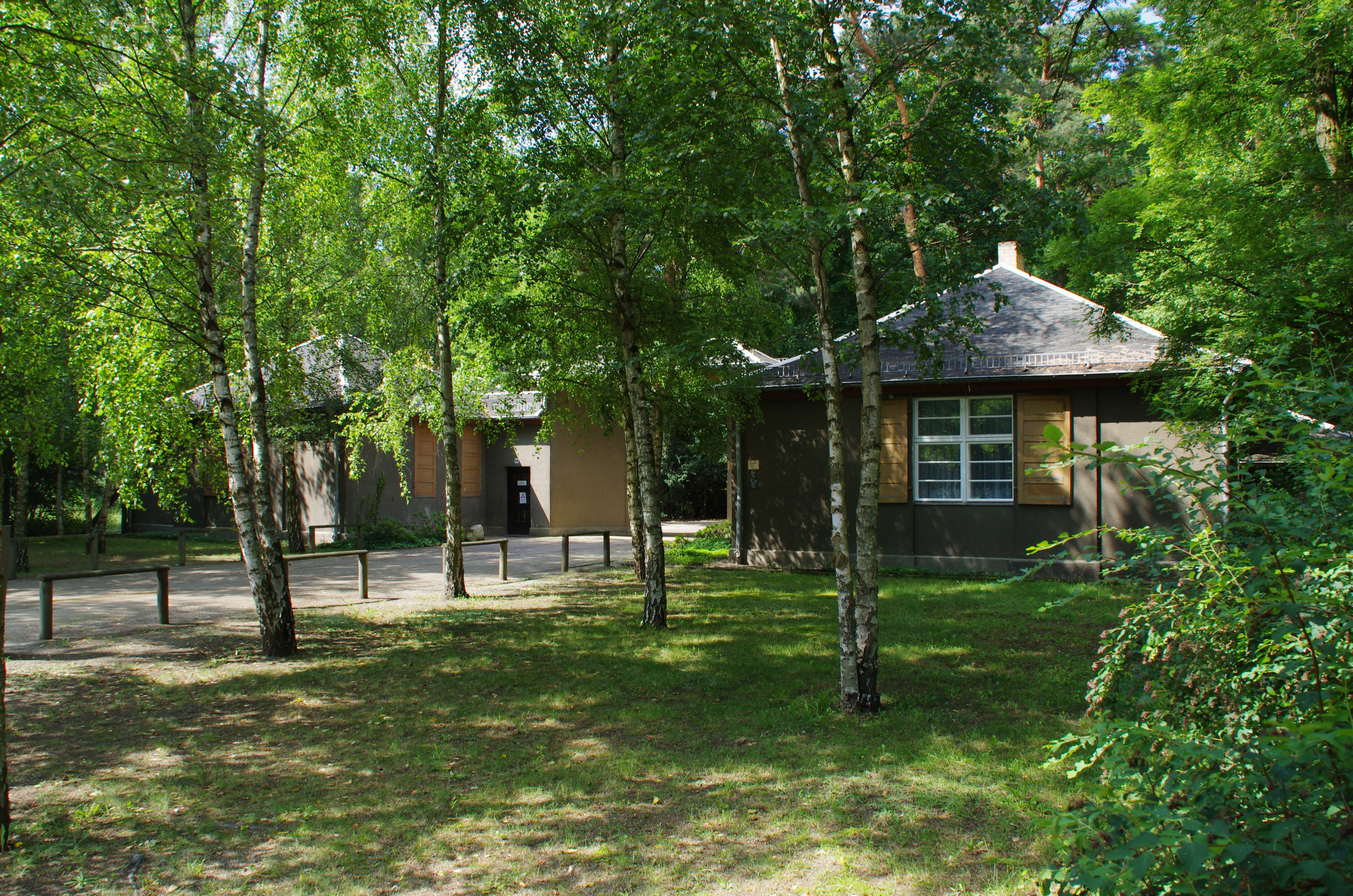
Waldfriedhof in Luckenwalde

Der Waldfriedhof in der Straße des Friedens 49 ist ein Begräbnisplatz in Luckenwalde, der Kreisstadt des Landkreises Teltow-Fläming in Brandenburg. Zusammen mit der Pförtnerei, der Gärtnerei sowie der Friedhofskapelle steht das Ensemble unter Denkmalschutz. Der Friedhof umfasst eine Fläche von 12 ha.

## Geschichte
Ende des 19. Jahrhunderts besaß die Stadt nur Friedhofe, die sich in kirchlicher Obhut befanden. Dies stellte für die Beerdigung nicht konfessionell gebundener Menschen ein Problem dar. Besonders in Luckenwalde gab es diesen Bedarf, da gegen Ende der Weimarer Republik 27,9 % der Menschen aus der Kirche austraten, der Spitzenwert im damaligen deutschen Reich. Weitere Gründe für einen neuen Friedhof waren auch steigende Einwohnerzahlen und eine höhere Nachfrage nach Urnenbestattungen. Die Stadtverwaltung beschloss auf Initiative des Stadtbaurates Josef Bischof, einen kommunalen Friedhof zu errichten, der allen Konfessionen offenstand. Sie beauftragte den österreichischen Architekten Richard Neutra mit der Planung einer derartigen Anlage. Sein expressionistisches Frühwerk der „klassischen Moderne“ entstand in den Jahren 1921 und 1922. Die Einweihung erfolge am 15. Oktober 1922.
Neutra legte bei der Gestaltung Wert darauf, dass nicht der Tod im Mittelpunkt stehen solle, sondern der Naturraum eine eigene Qualität erhielt. In Anlehnung an den altägyptischen Totenkult legte er den Grundriss in Form eines Skarabäus an, der als Zeichen der „Auferstehung der Götter“ galt: Ein halbrunder Platz vor einer 1937 an Stelle einer von Bischof entworfenen Rednerkanzel errichteten Kirchenbau stellt den Kopf dar, während die beiden dahinter befindlichen Waldstücke den Körper des Tieres formten. Die Terrassenanlage bildete den Unterkörper, während vier zickzackförmige Seitenlichtungen die Beine darstellten. Zwei Wasserbecken, die mit einer Brücke verbunden waren, sollten dabei in Anlehnung an den Styx den Übergang vom Leben in den Tod symbolisieren. Sie ordnete Neutra so an, dass eine Trauergemeinde von der Kapelle aus zu den Gräbern über diese Brücke gehen musste. Ein vom Luckenwalder Architekten Paul Backes geplantes Krematorium wurde hingegen nicht gebaut.
Im Jahre 1935 wurde der Friedhof um eine Urnengrabringmauer erweitert, 1937 kam eine Trauerhalle dazu. Sie wurde im sogenannten „Heimatstil“ entworfen und gebaut.
Seit dem Jahr 1997 führt die Stadt eine gartendenkmalpflegerische Sanierung der Anlage durch.
Seit 1994 wird der Friedhof von der Stadt Luckenwalde saniert. So konnte im Sommer 2014 das sanierte Eingangsgebäude eröffnet werden. Dieses Vorhaben hat etwa 100000 € gekostet, dauerte ein knappes Jahr und brachte im Ergebnis eine Aufarbeitung der Fenster, Türen, Dach und Fassade nach
historischem Vorbild.